# Росія на пісенному конкурсі Євробачення 2021
Росія брала участь у «Євробаченні-2021», який пройшов з 18 по 22 травня в Роттердамі. Представником від Росії, за підсумками національного відбору, стала співачка Manizha з піснею «Russian Woman». Виконавиця виступила під номером 3 у першому півфіналі, за результатами якого пройшла в фінал, отримавши 225 балів. У фіналі Маніжа виступила п'ятою і зайняла 9 місце, набравши 204 бали.
Цього року мовником конкурсу був " Перший канал ", а коментаторами шоу стали Яна Чурикова та Юрій Аксюта . Як глашатая виступила Поліна Гагаріна.

## Можливі учасники
Через те, що «Євробачення-2020» було скасовано через пандемії COVID-19, то було припущення, що група Little Big автоматично стане конкурсантом конкурсу в наступному році. Але в прямому ефірі „ Першого каналу“, в день відбору, 8 березня 2021 року група заявила про відмову від участі в „Євробаченні-2021“.
До оголошення про національний відбір, ЗМІ писали про різні представників на конкурс, але Костянтин Ернст, директор „Першого каналу“, не підтверджував інформацію .

## Національний відбір
2 березня 2021 року „Перший канал“ оголосив про те, що учасник на „Євробаченні-2021“ буде обраний шляхом національного відбору, вперше з 2012 року. 8 березня 2021 року в прямому ефірі телеканалу „Перший канал“ о 20:00 відбувся національний відбір на конкурс „Євробачення“, на якому були оголошені три потенційних учасника, попередньо вибрані каналом. Учасниками відбору стали група Therr Maitz з піснею „Future Is Bright“, дует 2Маши з композицією „Bitter Words“ та співачка Manizha з піснею „Russian Woman“. Після виступу учасників, було відкрито SMS-голосування. Результати голосування були оголошені в прямому ефірі, після програми „Час“. За підсумками голосування, перемогу на національному відборі здобула Manizha з композицією „Russian Woman“, набравши 39,7 % голосів . Ведучою відбору стала Яна Чурикова .
| Учасник     | Пісня              | Результат |
| ----------- | ------------------ | --------- |
| Therr Maitz | «Future Is Bright» | 24,6 %    |
| 2Маши       | «Bitter Words»     | 35,7 %    |
| Маніжа      | «Russian Woman»    | 39,7 %    |

## На Євробаченні

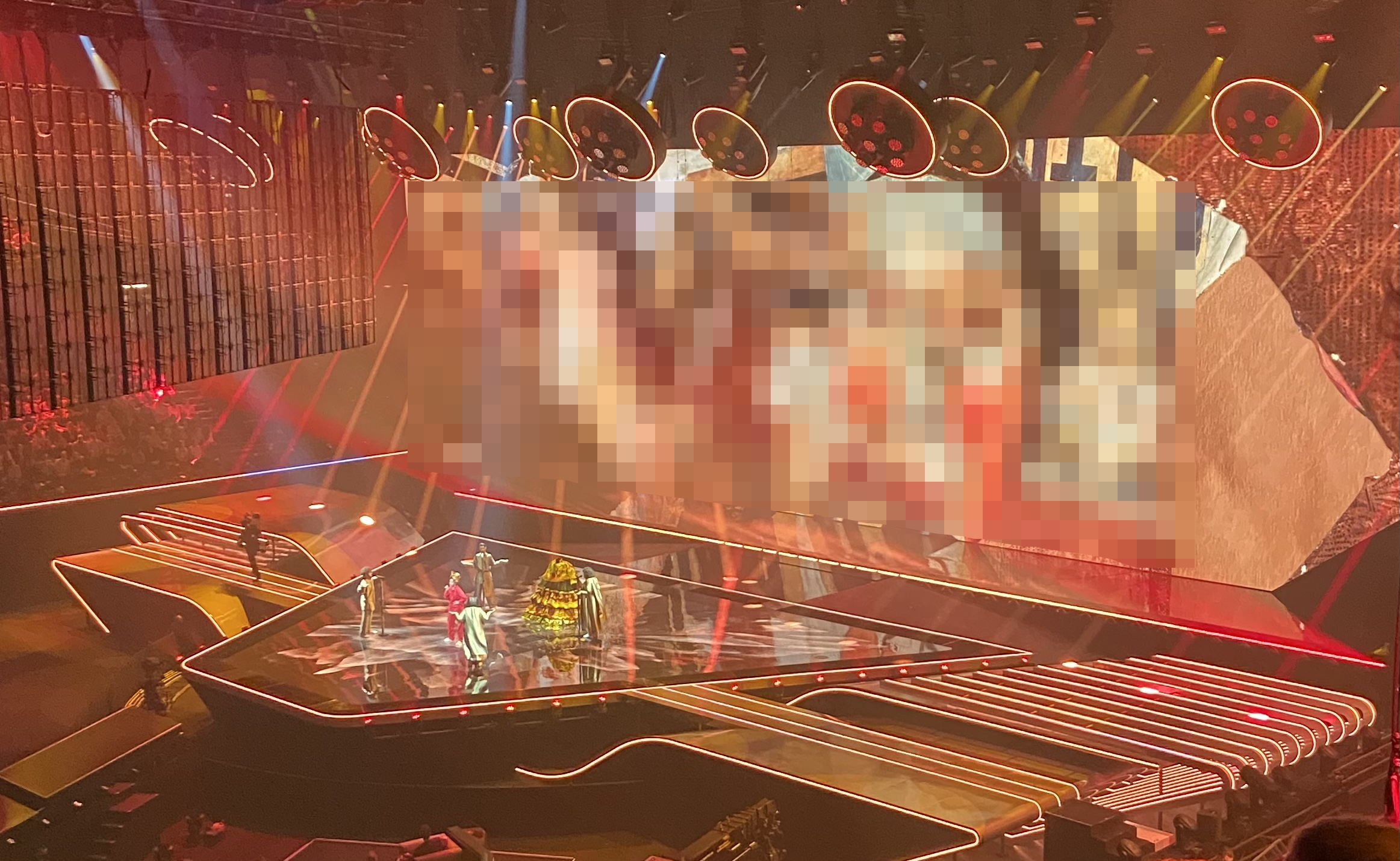
Виступ Маніжі в рамках репетиції Першого півфіналу, 17 травня

Жеребкування виступів конкурсантів була збережена. Таким чином, Росія виступила під третім номером 18 травня 2021 року в рамках першого півфіналу. За результатами голосування, Маніжа пройшла у фінал конкурсу. 22 травня співачка виступила у фіналі під номером 5. За результатами голосування професійного журі, Маніжа виявилася на восьмому місці, отримавши 104 бали, однак глядачі дали Росії всього лише 100 балів, що в підсумку вивело країну на 9 місце з підсумковими 204 балами.

### Виступ
Під час виступу на «Євробаченні» Маніжу супроводжували четверо бек-вокалістів: Артемій Чірс, Олександр Кудінов, Іюліна Попова і Василіса Савоськина. Ідея з сукнею, за словами артистки, належить її мамі — Наджібе Усмановій . Шматки тканини для плаття були надіслані жінками різних національностей для символізації народної багатогранності.
Перша частина номера супроводжувалася картинами, на яких зображені дівчата. У другій частині номера позаду на екрані програвався відеоряд, на якому різні жінки виконували приспів композиції.

## Країни, які віддали бали Росії[29]
У першому півфіналі Маніжа отримала 225 балів, з них 117 від професійного журі, і 108 — від глядачів.
|          | Голоси журі                                                                | Голоси глядачів                                                          |
| -------- | -------------------------------------------------------------------------- | ------------------------------------------------------------------------ |
| 12 балів | Нідерланди, Азербайджан, Бельгія                                           | Ізраїль                                                                  |
| 10 балів | Словенія                                                                   | Хорватія                                                                 |
| 8 балів  | Хорватія, Ірландія, Кіпр                                                   | Азербайджан, Литва, Шаблон:Прапор Північної Македонії Північна Македонія |
| 7 балів  | Німеччина, Австралія, Шаблон:Прапор Північної Македонії Північна Македонія | Словенія, Італія, Австралія                                              |
| 6 балів  | Ізраїль, Швеція                                                            | Україна, Німеччина                                                       |
| 5 балів  | Румунія, Італія                                                            | Нідерланди, Румунія                                                      |
| 4 бали   |                                                                            | Норвегія                                                                 |
| 3 бали   | Норвегія                                                                   | Швеція                                                                   |
| 2 бали   |                                                                            | Мальта, Бельгія                                                          |
| 1 бал    | Мальта                                                                     | Ірландія                                                                 |

У фіналі голоси розподілилися вже наступним чином. Росія отримала 104 бали від професійного журі та всього 100 від телеглядачів.
|          | Голоси журі                                                                     | Голоси глядачів |
| -------- | ------------------------------------------------------------------------------- | --- |
| 12 балів | Азербайджан                                                                     | Молдова |
| 10 балів | Молдова, Франція, Португалія                                                    | Латвія, Ізраїль |
| 8 балів  | Нідерланди, Словенія                                                            | |
| 7 балів  | Ізраїль, Бельгія                                                                | Болгарія, Італія |
| 6 балів  | Кіпр                                                                            | Азербайджан, Шаблон:Прапор Эстонии Естонія, Сербія                                                                                 |
| 5 балів  |                                                                                 | Чехія, Німеччина |
| 4 бали   | Фінляндія, Хорватія                                                             | Грузія, Литва, Україна |
| 3 бали   | Швейцарія, Швеція                                                               | Хорватія, Кіпр |
| 2 бали   | Ісландія, Греція, Чехія, Німеччина                                              | Польща |
| 1 бал    | Латвія, Австралія, Шаблон:Прапор Північної Македонії Північна Македонія, Польща | Португалія, Шаблон:Прапор Сан-Маріно Сан-Марино, Шаблон:Прапор Північної Македонії Північна Македонія, Греція, Фінляндія, Словенія |

## Країни, які отримали бали від Росії
До складу професійного журі від Росії увійшли Леонід Гуткін, Алла Сігалова, Юлія Волкова, Леонід Руденко і Поліна Гагаріна, вона ж стала і глашатаєм від Росії. Професійне журі та телеглядачі могли голосувати тільки в першому півфіналі і фіналі конкурсу.

### Перший півфінал
| Професійне журі | Професійне журі | Телеглядачі | Телеглядачі |
| Бали            | Країна          | Бали        | Країна      |
| --------------- | --------------- | ----------- | ----------- |
| 1               | Австралія       | 1           | Австралія   |
| 2               | Литва           | 2           | Швеція      |
| 3               | Хорватія        | 3           | Бельгія     |
| 4               | Азербайджан     | 4           | Ізраїль     |
| 5               | Україна         | 5           | Кіпр        |
| 6               | Бельгія         | 6           | Норвегія    |
| 7               | Швеція          | 7           | Литва       |
| 8               | Кіпр            | 8           | Мальта      |
| 10              | Ізраїль         | 10          | Азербайджан |
| 12              | Мальта          | 12          | Україна     |

| №  | Країна             | Журі   | Журі   | Журі   | Журі   | Журі   | Журі  | Журі | Телеглядачі | Телеглядачі |
| №  | Країна             | Журі A | Журі B | Журі C | Журі D | Журі E | Місце | Бали | Місце       | Бали        |
| -- | ------------------ | ------ | ------ | ------ | ------ | ------ | ----- | ---- | ----------- | ----------- |
| 01 | Литва              | 8      | 7      | 10     | 6      | 7      | 9     | 2    | 4           | 7           |
| 02 | Словенія           | 3      | 11     | 12     | 15     | 13     | 11    |      | 14          |             |
| 03 | Росія              |        |        |        |        |        |       |      |             |             |
| 04 | Швеція             | 1      | 6      | 4      | 14     | 8      | 4     | 7    | 9           | 2           |
| 05 | Австралія          | 15     | 8      | 3      | 13     | 10     | 10    | 1    | 10          | 1           |
| 06 | Північна Македонія | 9      | 14     | 15     | 9      | 12     | 14    |      | 15          |             |
| 07 | Ірландія           | 13     | 12     | 9      | 7      | 11     | 12    |      | 13          |             |
| 08 | Кіпр               | 4      | 1      | 6      | 4      | 2      | 3     | 8    | 6           | 5           |
| 09 | Норвегія           | 12     | 10     | 14     | 8      | 14     | 13    |      | 5           | 6           |
| 10 | Хорватія           | 11     | 9      | 7      | 5      | 5      | 8     | 3    | 12          |             |
| 11 | Бельгія            | 10     | 3      | 1      | 11     | 9      | 5     | 6    | 8           | 3           |
| 12 | Ізраїль            | 2      | 4      | 5      | 1      | 3      | 2     | 10   | 7           | 4           |
| 13 | Румунія            | 14     | 15     | 13     | 10     | 15     | 15    |      | 11          |             |
| 14 | Азербайджан        | 7      | 5      | 11     | 12     | 4      | 7     | 4    | 2           | 10          |
| 15 | Україна            | 6      | 13     | 8      | 2      | 6      | 6     | 5    | 1           | 12          |
| 16 | Мальта             | 5      | 2      | 2      | 3      | 1      | 1     | 12   | 3           | 8           |

### Фінал
| Професійне журі | Професійне журі | Телеглядачі | Телеглядачі |
| Бали            | Країна          | Бали        | Країна      |
| --------------- | --------------- | ----------- | ----------- |
| 1               | Швейцарія       | 1           | Ісландія    |
| 2               | Кіпр            | 2           | Литва       |
| 3               | Бельгія         | 3           | Молдавія    |
| 4               | Мальта          | 4           | Азербайджан |
| 5               | Ізраїль         | 5           | Швейцарія   |
| 6               | Болгарія        | 6           | Франція     |
| 7               | Греція          | 7           | Україна     |
| 8               | Азербайджан     | 8           | Фінляндія   |
| 10              | Італія          | 10          | Італія      |
| 12              | Молдавія        | 12          | Кіпр        |

| №  | Країна          | Журі   | Журі   | Журі   | Журі   | Журі   | Журі  | Журі | Телеглядачі | Телеглядачі |
| №  | Країна          | Журі A | Журі B | Журі C | Журі D | Журі E | Місце | Бали | Місце       | Бали        |
| -- | --------------- | ------ | ------ | ------ | ------ | ------ | ----- | ---- | ----------- | ----------- |
| 01 | Кіпр            | 25     | 6      | 14     | 8      | 7      | 9     | 2    | 1           | 12          |
| 02 | Албания         | 16     | 15     | 23     | 6      | 14     | 12    |      | 18          |             |
| 03 | Ізраїль         | 4      | 4      | 10     | 4      | 6      | 6     | 5    | 19          |             |
| 04 | Бельгія         | 9      | 13     | 4      | 22     | 9      | 8     | 3    | 16          |             |
| 05 | Росія           |        |        |        |        |        |       |      |             |             |
| 06 | Мальта          | 5      | 7      | 7      | 3      | 10     | 7     | 4    | 13          |             |
| 07 | Португалія      | 20     | 12     | 9      | 20     | 15     | 15    |      | 22          |             |
| 08 | Сербія          | 23     | 16     | 24     | 17     | 16     | 23    |      | 17          |             |
| 09 | Велика Британія | 21     | 20     | 16     | 9      | 25     | 17    |      | 25          |             |
| 10 | Греція          | 7      | 3      | 3      | 10     | 2      | 4     | 7    | 15          |             |
| 11 | Швейцарія       | 24     | 10     | 5      | 11     | 21     | 10    | 1    | 6           | 5           |
| 12 | Ісландія        | 22     | 19     | 11     | 18     | 13     | 16    |      | 10          | 1           |
| 13 | Іспанія         | 19     | 21     | 21     | 19     | 19     | 25    |      | 23          |             |
| 14 | Молдова         | 2      | 2      | 1      | 1      | 1      | 1     | 12   | 8           | 3           |
| 15 | Німеччина       | 8      | 25     | 19     | 25     | 24     | 18    |      | 14          |             |
| 16 | Фінляндія       | 13     | 11     | 20     | 12     | 11     | 14    |      | 3           | 8           |
| 17 | Болгарія        | 10     | 8      | 6      | 2      | 3      | 5     | 6    | 20          |             |
| 18 | Литва           | 15     | 18     | 15     | 23     | 20     | 22    |      | 9           | 2           |
| 19 | Україна         | 12     | 24     | 13     | 13     | 8      | 13    |      | 4           | 7           |
| 20 | Франція         | 18     | 14     | 18     | 16     | 17     | 20    |      | 5           | 6           |
| 21 | Азербайджан     | 3      | 1      | 8      | 5      | 4      | 3     | 8    | 7           | 4           |
| 22 | Норвегія        | 17     | 23     | 25     | 14     | 22     | 24    |      | 11          |             |
| 23 | Нідерланди      | 14     | 17     | 17     | 15     | 23     | 21    |      | 24          |             |
| 24 | Італія          | 1      | 5      | 2      | 7      | 5      | 2     | 10   | 2           | 10          |
| 25 | Швеція          | 6      | 9      | 12     | 21     | 18     | 11    |      | 12          |             |
| 26 | Сан-Марино      | 11     | 22     | 22     | 24     | 12     | 19    |      | 21          |             |